# Заозерне (Гайсинський район)
Заозе́рне — село в Україні,  у Ладижинській міській громаді Гайсинського району Вінницької області. Населення становить 930 осіб. Від 2020 року у складі Ладижинської міської громади.

## Історія
Село Заозерне (до 1965 року – село Паланка від турецького «фортеця») засноване козаками  на початку XVII ст. в часи Богдана Хмельницького.
За чотири століття село пережило безліч сумних і радісних подій. Так, у 1672 році село було повністю спалене турками. Це сталося на Великдень, коли люди, нічого не підозрюючи, прийшли в храм освятити Паску. Згоріла церква і загинули майже всі жителі села. Ті,  хто залишились, відроджували рідну Паланку.

## Відомі люди
- Мацевич Аполлінарій Федотович (1926–1996) — відомий український письменник.